# Черкасский Бишкин
Черка́сский Бишки́н (укр. Черкаський Бишкин), село, Нижнебишкинский сельский совет, Змиёвский район, Харьковская область.

## Географическое положение
Село Черкасский Бишкин находится на левом берегу реки Северский Донец, на противоположном берегу реки расположено село Нижний (Средне-Русский) Бишкин.
Русло реки извилистое, образует много лиманов, стариц и заболоченных озёр, в том числе озёра Косовое, Журавлёво, Краковое, Велизино, Боровое, Круглое, Белое.
К селу примыкает большой лесной массив (сосна).
В лесу на расстоянии в 1 км севернее села озеро и заказник Боровое.

## История
- 1663 — дата основания слободы[8].
- В середине 19 века в Черкасском Бишкине были православная церковь, несколько озёр, десять ветряных мельниц.[7]
- Являлось селом Лиманской волости Змиевского уезда Харьковской губернии Российской империи.
- Во время Великой Отечественной войны село находилось под немецкой оккупацией.
- Население по переписи 2001 года составляло 625 (314/311 м/ж) человек.

## Происхождение названия
В некоторых документах село называется Черкасский Бышкин.
Уточняюще называется Черкасский, так как слобода изначально была заселена казаками-«черкасами», в отличие от однодворцев-выходцев из русских губерний, заселивших соседние Верхне-Русский и Средне-Русский Бишкин.
Слобода называлась Бишкин, так как находилась напротив устья реки Бишкин.
«Биш кин» в переводе с крымскотатарского языка — «пять не́навистей».
На территории нынешней Украины имеются несколько населённых пунктов, в названии которых есть слово Бишкин.

## Экономика
- Молочно-товарная ферма.
- Фермерское хозяйство

## Достопримечательности
- Братская могила советских воинов.[10]
- Храмы Святой Троицы и Святого Михаила уничтожены в 30-е годы XX века[11][12].